# ماكسيميليانو فيلاسكو
ماكسيميليانو فيلاسكو (بالإسبانية: Maximiliano Velasco) هو لاعب كرة قدم أرجنتيني في مركز الهجوم، ولد في 19 يونيو 1990 في فيلا ماريا في الأرجنتين. لعب مع نيولز أولد بويز.

## وصلات خارجية
- ماكسيميليانو فيلاسكو على موقع قاعدة بيانات كرة القدم.إي يو (الإنجليزية)
- ماكسيميليانو فيلاسكو على موقع Soccerway.com (الإنجليزية)